# MBC Bollywood
MBC Bollywood es un canal series de televisión y películas de la India gratuito de Arabia Saudita, lanzado el 26 de octubre de 2013 por el Middle East Broadcasting Center.

## Serie
- Bade Achhe Lagte Hain 2
- Bahu Bagum
- Beintehaa
- Bepannah
- Beyhadh
- Beyhadh 2
- Chittod Ki Rani Padmini Ka Johur
- Dangerous
- Dil Hi Toh Hai
- Dil Toh Happy Hai Ji
- Ek Deewaana Tha
- Ek Hasina Thi
- Ek Bhram Sarvagun Sampanna
- Raisinghani VS Raisinghani

## Películas
- Dhoom
- Dhoom 2
- Dhoom 3
- Kuch Kuch Hota Hai
- Ra.One
- Fan
- Goliyon Ki Raasleela Ram-Leela
- Happy New Year
- Om Shanti Om
- Main Hoon Na
- Hum Tum
- Jodhaa Akbar
- Bajrangi Bhaijaan
- Guru
- Josh

## Sitios externos
- Sitio oficial